# Zollernalbkreis
Zollernalbkreis är ett distrikt (Landkreis) i centrala delen av det tyska förbundslandet Baden-Württemberg med 189 363 invånare (2019). Här finns ett stort antal vandrings- och cykelleder.

## Städer och kommuner
| Städer | Övriga kommuner | |
| --- | --- | --- |
| 1. Albstadt 2. Balingen 3. Burladingen 4. Geislingen 5. Haigerloch 6. Hechingen 7. Meßstetten 8. Rosenfeld 9. Schömberg | 1. Bisingen 2. Bitz 3. Dautmergen 4. Dormettingen 5. Dotternhausen 6. Grosselfingen 7. Hausen am Tann 8. Jungingen 9. Nusplingen 10. Obernheim | 1. Rangendingen 2. Ratshausen 3. Straßberg 4. Weilen unter den Rinnen 5. Winterlingen 6. Zimmern unter der Burg |